# Antonín Dvořáktheater
Het Antonín Dvořáktheater (Tsjechisch: Divadlo Antonína Dvořáka - Duits: Antonín-Dvořák-Theater) is een theater en operahuis in de Tsjechische stad Ostrava, genoemd naar componist Antonín Dvořák. Het theater werd in 1907 geopend en is sinds 1919 een van de twee locaties van het Nationaal Moravisch-Silezisch Theater (de andere is het Jiří Myrontheater).

## Geschiedenis

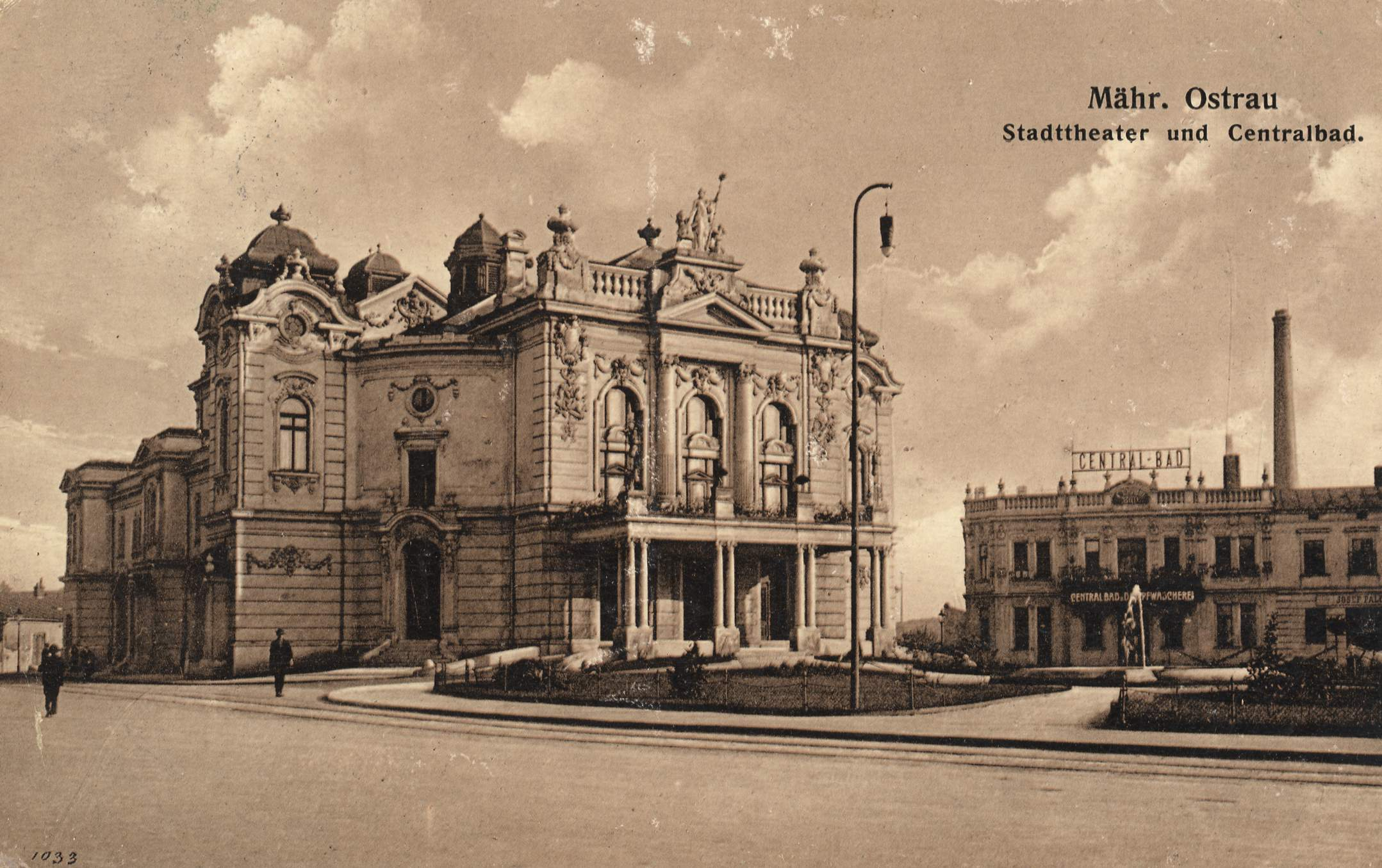
Vooraanzicht (1909)

De bouw van het theater werd op 9 januari 1905 goedgekeurd door het stadsbestuur en begon in juli 1906. De bouw had eigenlijk in januari 1906 moeten beginnen, maar wegens protesten werd de bouw uitgesteld. De bouwkosten werden geraamd op 580.000 kronen. Het theater werd uiteindelijk op 28 september 1907 geopend als Duits theater onder de naam Stadttheater Mährisch-Ostrau. Dit hield in dat tot 1919 alle opvoeringen in het Duits waren. De eerste opvoering was Wilhelm Tell van Friedrich Schiller. In 1918 kwam het theater in handen van het toen net gestichte Tsjecho-Slowakije, waarna het onderdeel werd van het Nationaal Moravisch-Silezisch Theater. In 1949 kreeg het de naam Zdeněk Nejedlýtheater (genoemd naar musicoloog en historicus Zdeněk Nejedlý) en in 1990 de huidige naam.

## Architectuur
Het gebouw is ontworpen in de neobarokke stijl door architect Alexander Graf en werd gebouwd door het lokale bedrijf Noe & Storch. Het theater was het eerste gebouw in het toenmalige Tsjechië met balken van gewapend beton.
Het interieur werd ontworpen door het bedrijf Johann Bock & Son. De sculpturen zijn gemaakt door Eduard Smetana en Leopold Kosiga. Drama en Muziek, twee reliëfs in de vestibule achter de hoofdingang, zijn een donatie van Helena Scholzová (Helen Zelezny-Scholz). De beschilderingen zijn aangebracht door Koutský & Rottonar.

## Galerij

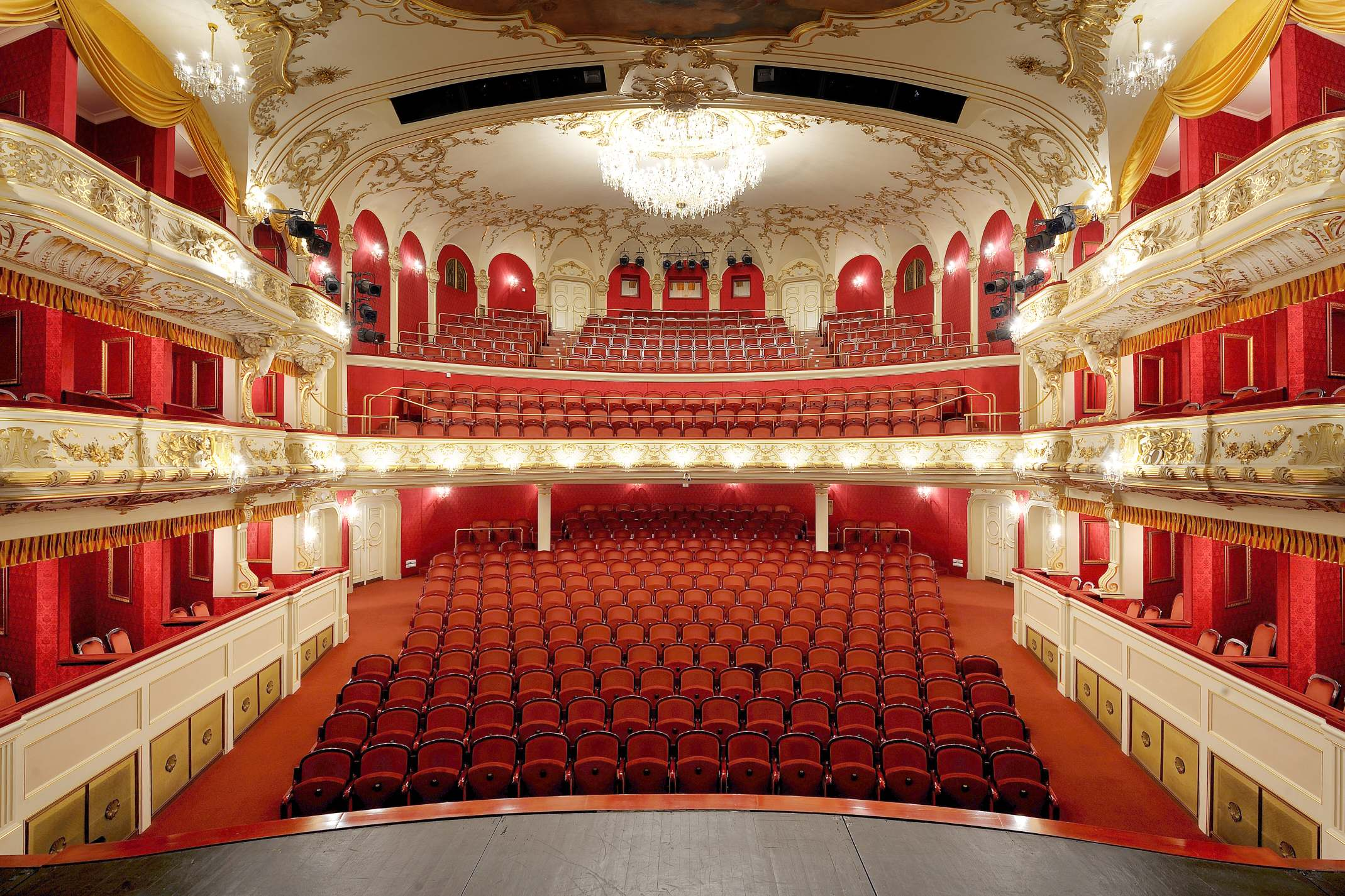
Grote zaal (1)
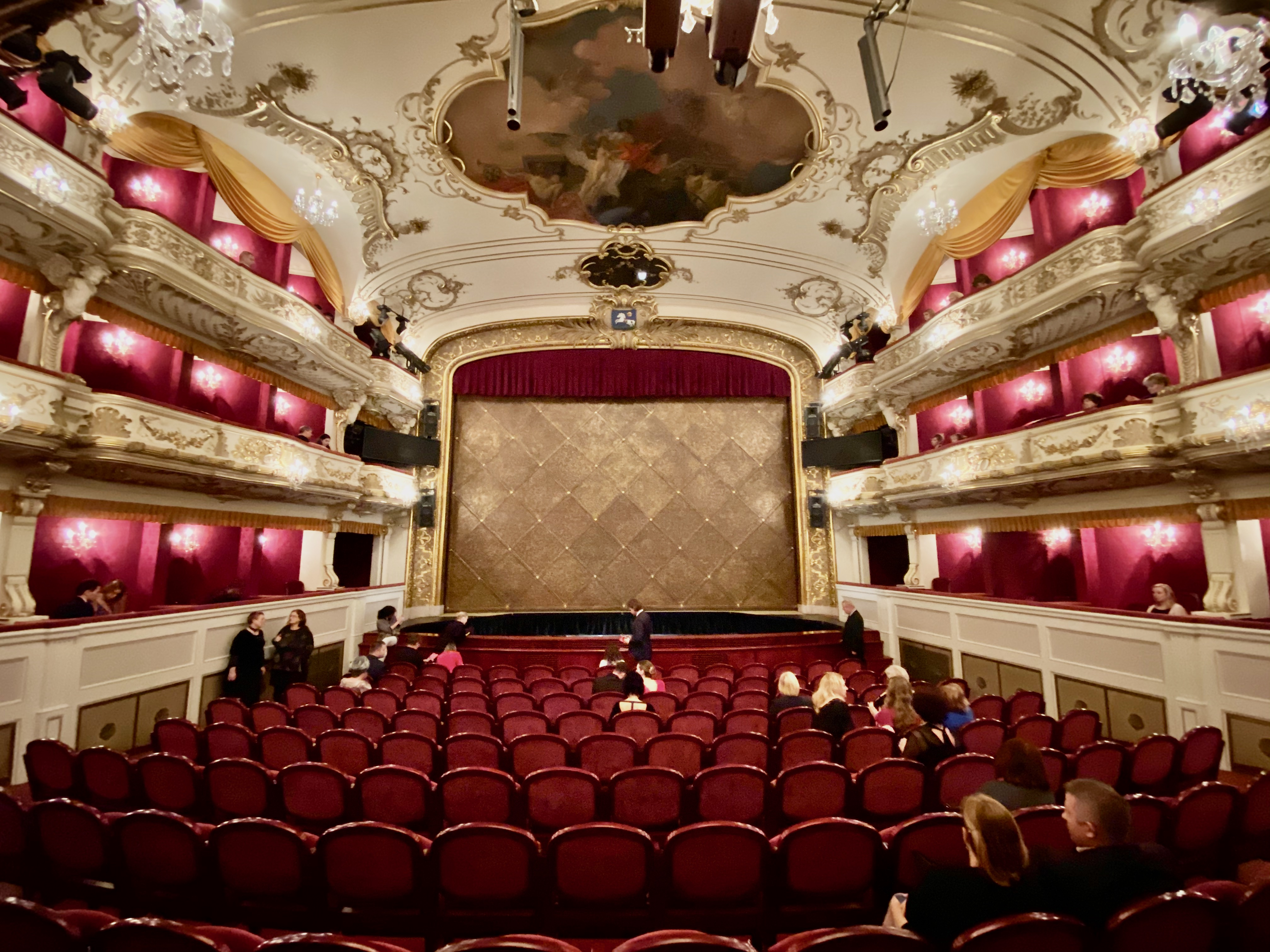
Grote zaal (2)